# Alfredo Cazzola
Alfredo Cazzola (Bologna, 14 febbraio 1950) è un imprenditore italiano, ex presidente della Virtus Pallacanestro e della squadra di calcio del Bologna.

## Attività imprenditoriale
Ha iniziato la sua carriera da imprenditore all'età di 22 anni, nel 1972, fondando la DEKO Allestimenti. Nel 1981 ha aperto una società dedicata all'organizzazione di eventi fieristici, Promotor International, che ha acquistato la gestione del Motor Show dai fondatori Mario Zodiaco, Sandro Munari e Giacomo Agostini. Nel 2007 ne ha ceduto i diritti di gestione alla multinazionale francese GL Events.
Dal 2010 è vicepresidente di Barovier & Toso, azienda produttrice di vetro di Murano..
Dal 2016 è presidente e amministratore delegato di Mint Street Holding S.p.A..

## Attività sportiva
Nel 1991, Cazzola ha acquistato la Virtus Pallacanestro Bologna, di cui è stato presidente fino alla stagione 1999/2000; sotto la sua presidenza, la società ha vinto quattro volte il campionato italiano (stagioni 1992/93, 1993/94, 1994/95 e 1997/98), due volte la Coppa Italia  (1997 e 1999), l'Eurolega del 1998 e la prima edizione della Supercoppa Italiana.
È stato presidente della Lega Società di Pallacanestro di Serie A dal 1998 al 2000.
Nel 2005 è divenuto azionista di maggioranza e presidente della società calcistica Bologna: sotto la sua presidenza la squadra è tornata in serie A. Nel 2008 ha ceduto tutte le azioni a Renzo Menarini. Il 23 marzo 2011 ha annunciato il suo reingresso da socio di maggioranza nel Bologna Football Club 1909, ma dopo pochi giorni ha rinunciato ad entrare nella società.

## Attività politica
Il 14 gennaio 2009 si è candidato come sindaco del comune di Bologna in una lista civica appoggiata dal PDL e dalla Lega Nord. È stato sconfitto al ballottaggio il 22 giugno 2009 dal candidato del centro-sinistra Flavio Delbono, poi dimessosi a causa dello scandalo "Cinziagate".